# قانون تكنولوجيا دفتر الأستاذ الموزع
قانون تكنولوجيا دفتر الأستاذ الموزع (" قانون DLT ") (يُطلق عليه أيضًا قانون سلسلة الكتل، تشفيرات ليكس، أو النظام القانوني الخوارزمي) لم يتم تعريفه أو الاعتراف به بعد، ولكنه مجال قانوني ناشئ بسبب النشر الأخير لـ تقنية دفتر الأستاذ الموزع في بيئة الأعمال والحوكمة، والعقود الذكية، والتي هي أيضًا عقود قانونية واجبة التنفيذ، وتم إنشاؤها من خلال تفاعل المحامين والمطورين، تسمى قانونية العقود الذكية.

## انظر ايضاً
- دفتر الأستاذ الموزع